# Centrosema
Centrosema är ett släkte av ärtväxter. Centrosema ingår i familjen ärtväxter.

## Bildgalleri

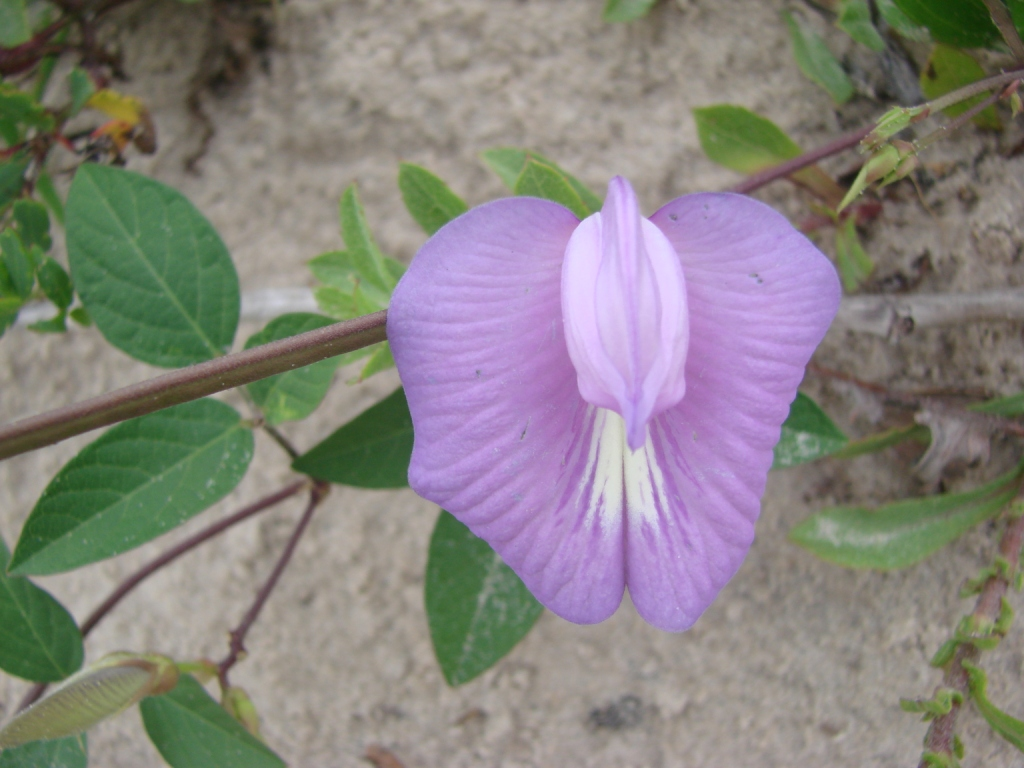
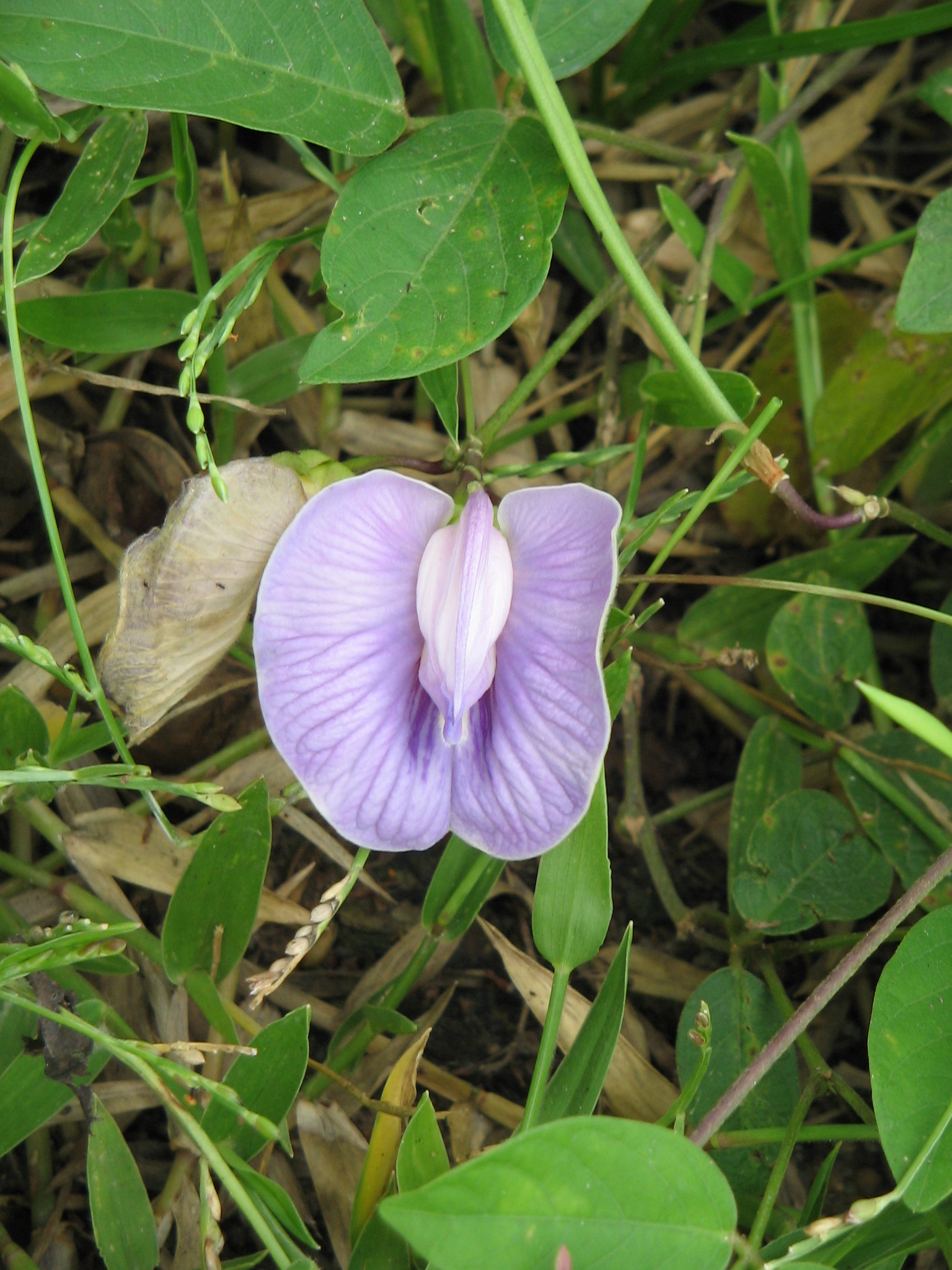
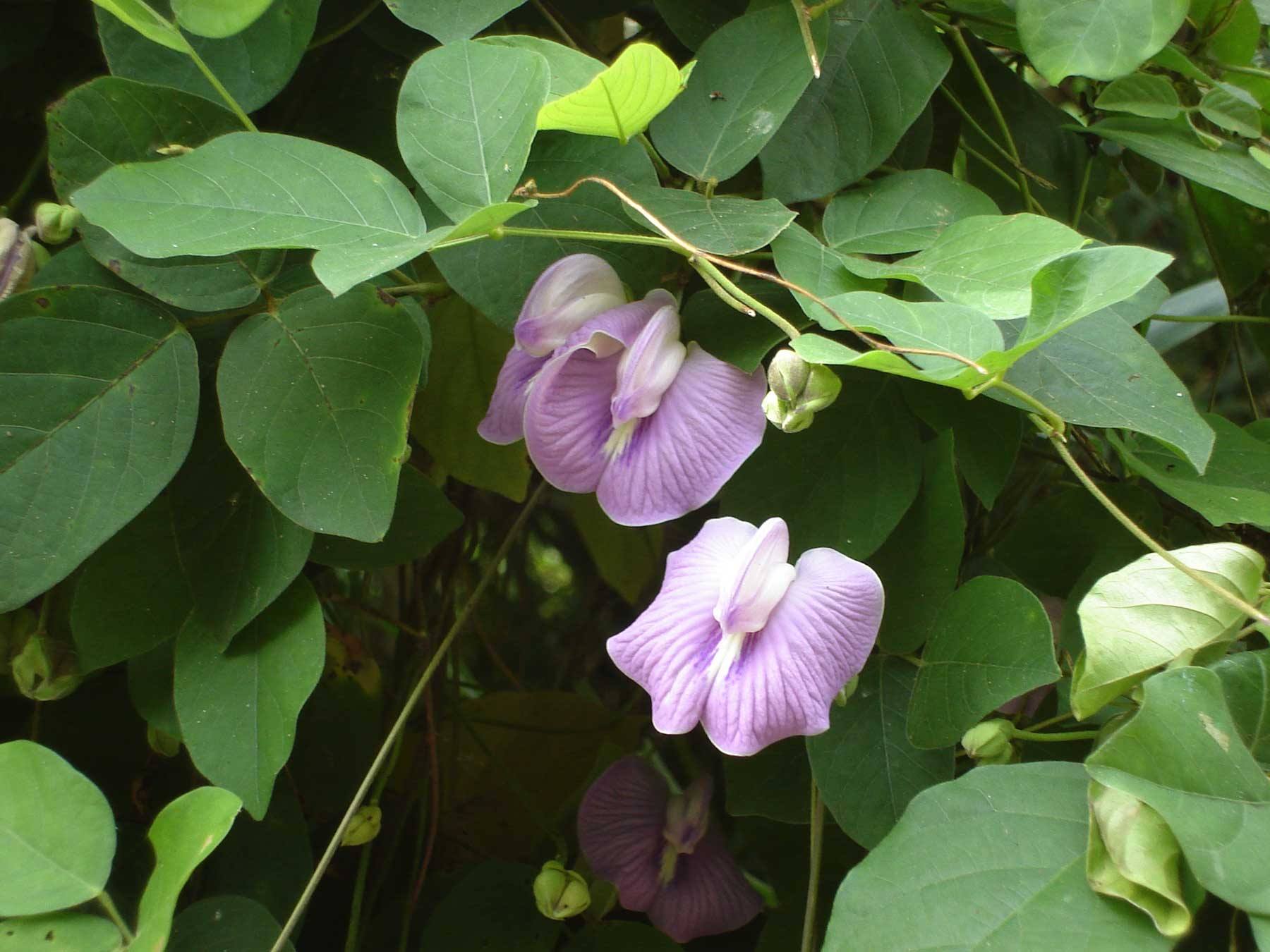
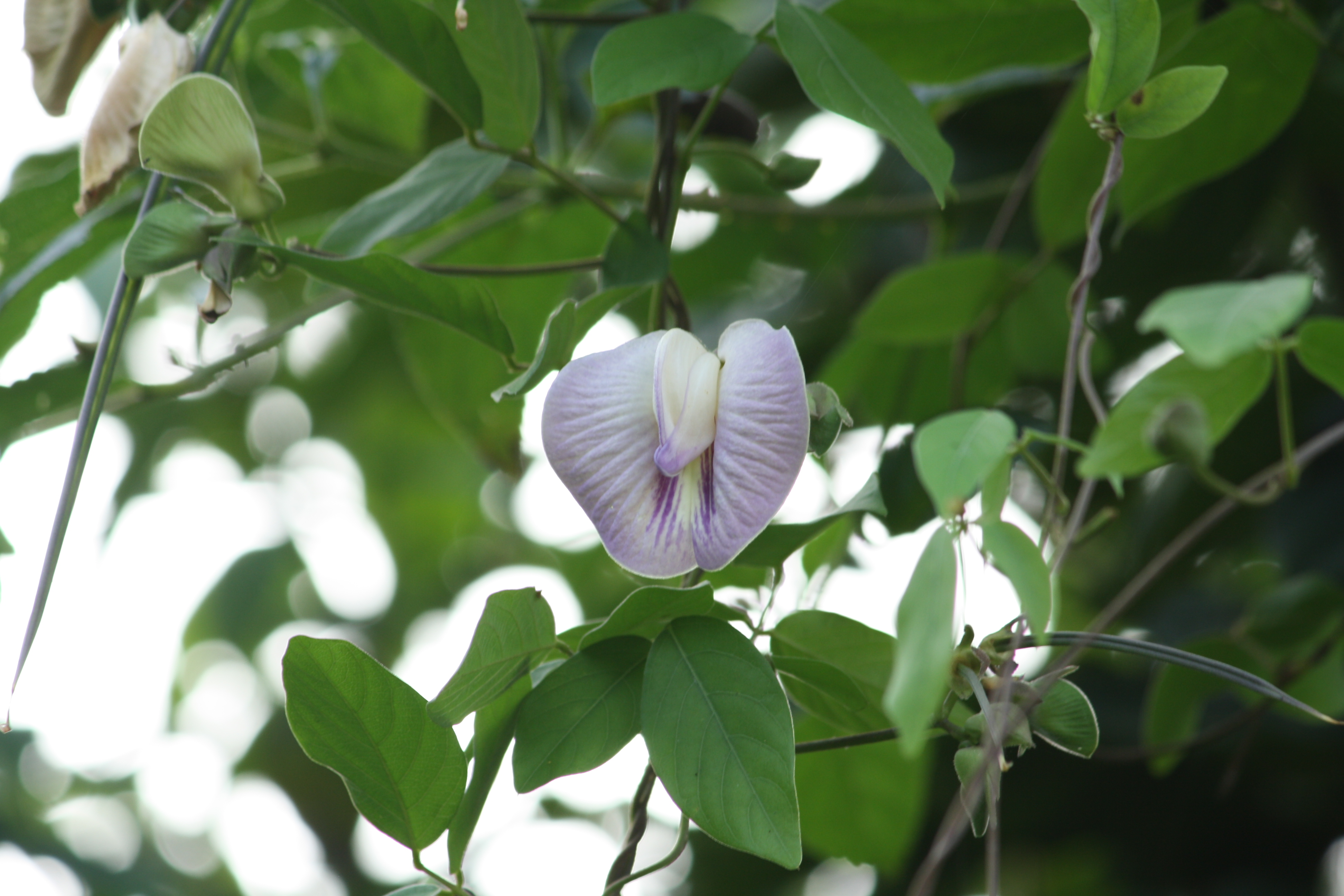

## Dottertaxa tillCentrosema, i alfabetisk ordning[1]
- Centrosema acutifolium
- Centrosema angustifolium
- Centrosema arenarium
- Centrosema arenicola
- Centrosema bellum
- Centrosema bifidum
- Centrosema bracteosum
- Centrosema brasilianum
- Centrosema brazilianum
- Centrosema capitatum
- Centrosema carajasense
- Centrosema conjugatum
- Centrosema coriaceum
- Centrosema dasyanthum
- Centrosema fasciculatum
- Centrosema floridanum
- Centrosema galeottii
- Centrosema grandiflorum
- Centrosema grazielae
- Centrosema haitiense
- Centrosema heteroneura
- Centrosema jaraguaensis
- Centrosema kermesii
- Centrosema latidens
- Centrosema macranthum
- Centrosema macrocarpum
- Centrosema molle
- Centrosema pascuorum
- Centrosema platycarpum
- Centrosema plumieri
- Centrosema pubescens
- Centrosema rotundifolium
- Centrosema sagittatum
- Centrosema schottii
- Centrosema seymourianum
- Centrosema tapirapoanense
- Centrosema triquetrum
- Centrosema unifoliatum
- Centrosema variifolium
- Centrosema venosum
- Centrosema verticillatum
- Centrosema vetulum
- Centrosema vexillatum
- Centrosema virginianum